# (14026) Esquerdo
(14026) Esquerdo (1994 ST7) – planetoida z pasa głównego asteroid okrążająca Słońce w ciągu 3,63 lat w średniej odległości 2,36 j.a. Odkryta 28 września 1994 roku.